# 小丹尼利夫卡

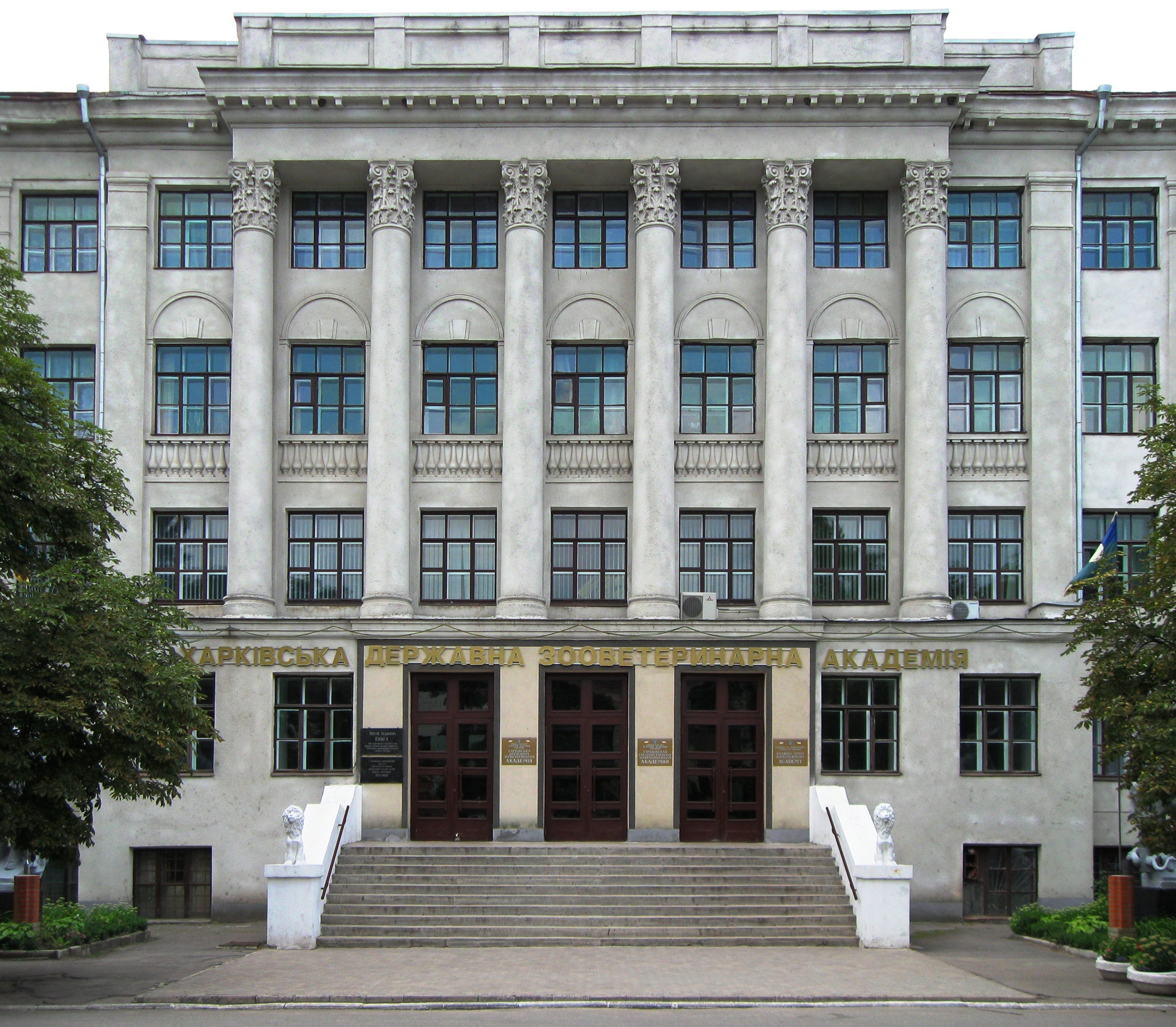
哈尔科夫国立兽医学院

50°3′36″N 36°10′16″E / 50.06000°N 36.17111°E
小丹尼利夫卡（羅馬化：Mala Danylivka）是位於烏克蘭東部的鎮，由哈爾科夫州哈爾科夫區的小丹尼利夫卡市镇負責管轄，並為該市鎮的行政中心。該鎮始建於1714年，面積3.04平方公里，海拔高度138米，2001年人口7,471，人口密度每平方公里2,457.6人。